# 蘭達夫座堂

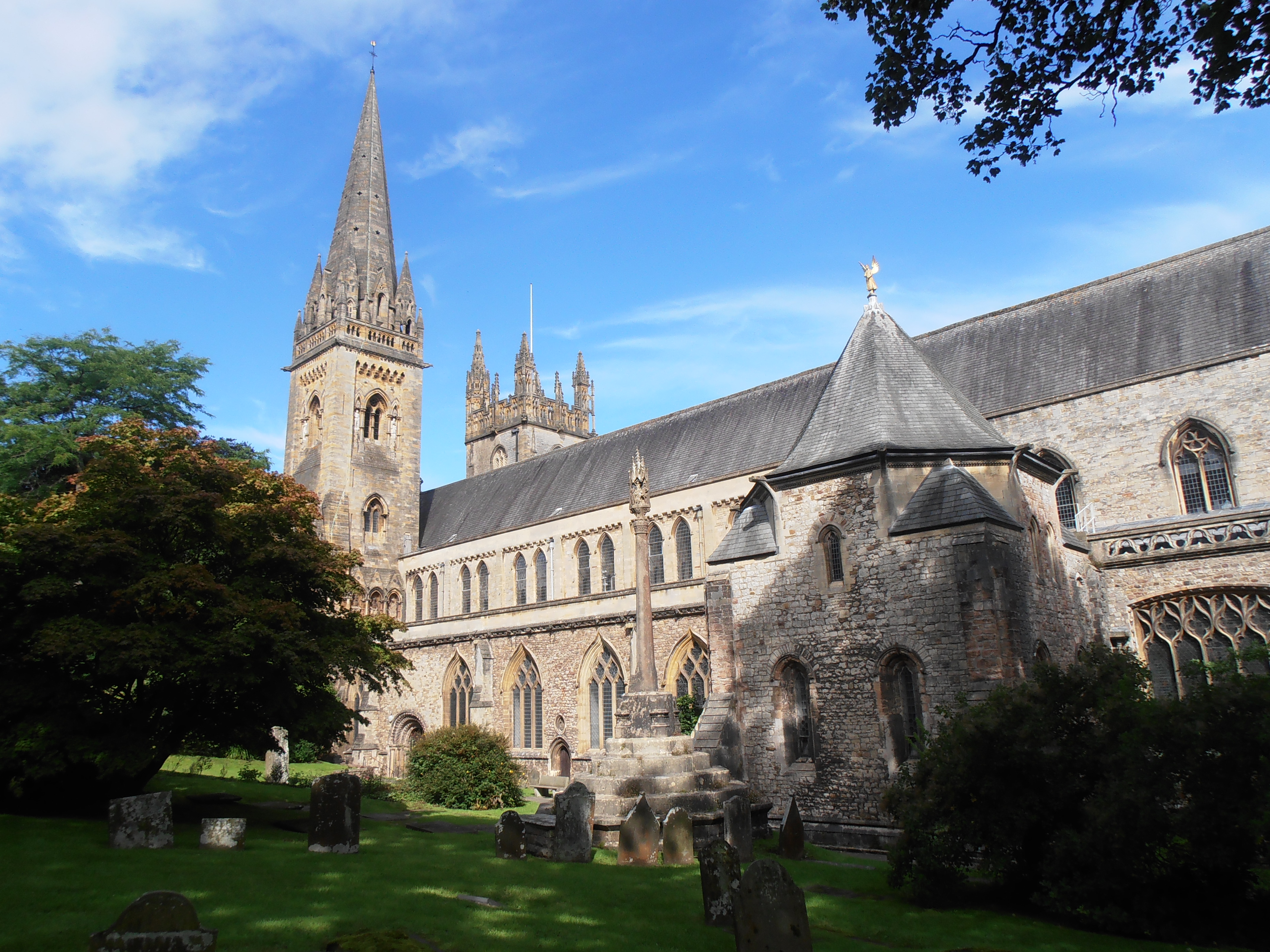
蘭達夫座堂

蘭達夫座堂（英語：Llandaff Cathedral）是位於英國威爾斯加的夫蘭達夫地區的一座教堂。現在的教堂建築修建於12世紀。這座教堂是加的夫的兩座主教座堂之一，另一座是羅馬天主教的加的夫都主教座堂。

## 外部連結
- 官方网站

51°29′45″N 3°13′5″W / 51.49583°N 3.21806°W